# Sicherheitsdienst der Ukraine
Der Sicherheitsdienst der Ukraine (ukrainisch Служба безпеки України, Sluschba bespeky Ukrajiny, kurz SBU) ist der Inlandsgeheimdienst der Ukraine. Er ist eine Nachfolgeorganisation des KGB der Ukrainischen Sowjetrepublik mit Sitz in Kiew.

## Geschichte

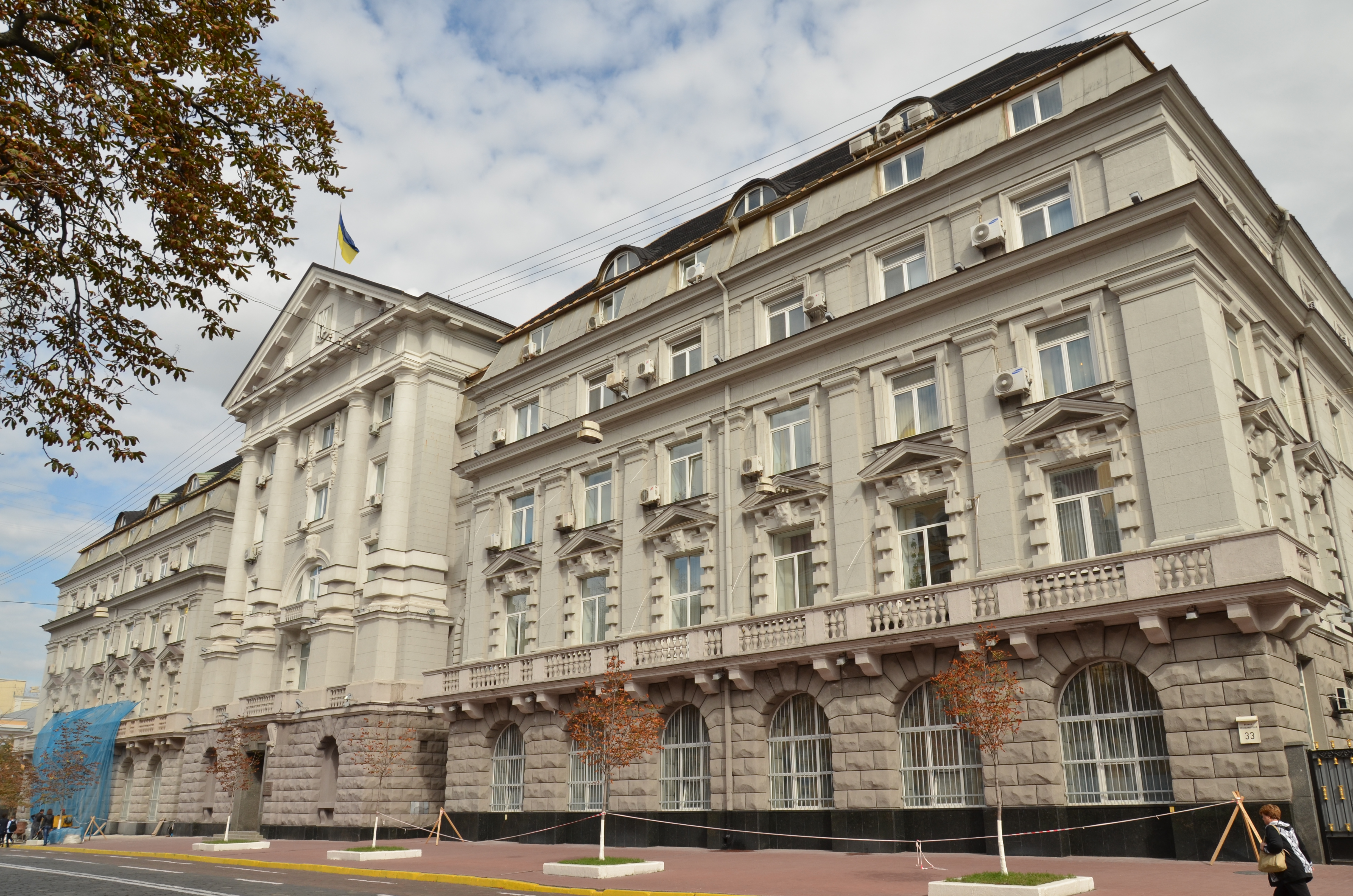
Hauptquartier des SBU. Haus Semstwa, 1913 bis 1923 im Renaissance-Stil mit Elementen des Klassizismus erbaut, auf der Wolodymyrska-Straße Nr. 33 in Kiew

Der SBU entstand durch einen Beschluss der Werchowna Rada, des ukrainischen Parlaments, am 20. September 1991. Die Vorgängerorganisation, das KGB der Ukrainischen SSR, war der größte und mächtigste KGB innerhalb der UdSSR. Nach dem Zerfall der Sowjetunion führte der Leiter des ukrainischen KGB, Nikolai Holuschko, den neu gegründeten SBU zunächst bis November 1991. Eine Lustration wurde in den 1990er Jahren nie durchgeführt und so blieben ein Großteil der ehemaligen KGB-Offiziere weiterhin im Dienst. Im Juli 1992 unterzeichnete der SBU ein Kooperationsabkommen mit der Russischen Föderation sowie weitere Abkommen, die innerhalb der GUS unterzeichnet wurden, das Ausspionieren von Mitgliedsstaaten der GUS verbietet. In der russisch-ukrainischen Vereinbarung wurde die Bereitschaft des SBU und des FSB dargelegt, im Kampf gegen den internationalen Terrorismus zu kooperieren, nachrichtendienstliche Erkenntnisse auszutauschen und gemeinsame Schulungen des Personals durchzuführen. Diese und andere Vereinbarungen haben nie dazu geführt, dass Russland seine Spionage und subversiven Operationen gegen die Ukraine und andere GUS-Staaten einstellte. Der russische Inlandsgeheimdienst FSB und Militärgeheimdienst GRU haben den Separatismus auf der Krim und in Odessa verdeckt unterstützt.
Seit 2010 besucht der SBU auch westliche Lehrgänge.

### Euromaidan
Während der Proteste in der Ukraine 2013 bis 2014, dem Euromaidan, infiltrierte der SBU die Kreise der Protestierenden, um die Strukturen und Abläufe zu stören sowie die Operationen der uniformierten Polizei zu unterstützen. Am 19. Februar – kurz nachdem es zu einer erneuten Eskalation zwischen Demonstrierenden und der Regierung kam, indem erstere das Parlament stürmten – steckten Agenten des SBU das Hauptquartier der Demonstrierenden – das Gewerkschaftsgebäude – in Brand, welches dadurch komplett ausbrannte.

### 2014 bis 2022
Nach dem Euromaidan 2014 bemühte sich der SBU um Reformen, die sich mehr an den Demokratisierungsbestrebungen der Ukraine orientierten und innere organisatorische Mängel beheben sollten. 2019 initiierte der SBU – auch vor dem Hintergrund des Russisch-Ukrainischen Krieges – eine großangelegte Reform mit dem Ziel, neue Aufgaben zu formulieren und effektiver zu werden. Der Wechsel von einer „reaktiven“ zur „proaktiven und risikofreudigeren“ Doktrin wird betont. Auch die Parlamentarische Kontrolle wird ausgeweitet.

### Seit dem russischen Überfall auf die Ukraine 2022
Seit dem russischen Überfall auf die Ukraine 2022 ist der SBU verstärkt in den Krieg involviert. Nach Beginn der Invasion stellte der SBU eine neue Sabotageeinheit auf und beteiligte sich beim Angriff auf die Krim-Brücke im Oktober 2022. Zusammen mit den regulären Streitkräften bekämpfte der SBU unter anderem auch die russische Schwarzmeerflotte.
Kurz nach Beginn der Invasion nahm der SBU den Leiter des antiterroristischen Zentrums in Cherson, Oberstleutnant Ihor Sadochin mit der Begründung fest, er habe Karten ukrainischer Minenfelder nördlich der Krim an die Russen weitergegeben und nach Abzug seines SBU-Teams russische Luftangriffe koordiniert.
Am 17. Juli 2022 entließ Wolodymyr Selenskyj den Chef des SBU, Iwan Bakanow, sowie eine große Zahl anderer Mitarbeitenden, da gehäufte Fälle der Kollaboration mit der russischen Armee auftraten. So hatten die für die Oblaste Charkiw, Cherson und Krim zuständigen SBU-Abteilungsleiter für Skandale gesorgt, weil sie entweder mit dem Feind zusammengearbeitet und spioniert hatten (im Falle der Krim), gleich zu Beginn des Krieges Fahnenflucht begangen hatten und korrupt (Charkiw) oder inkompetent waren (Cherson). Mehr als 60 Mitarbeiter von SBU und Generalstaatsanwaltschaft waren nach Kriegsbeginn in den von Russland besetzten bzw. annektierten ukrainischen Gebieten geblieben und hatten dort mit den Besatzern zusammengearbeitet. Im März 2023 entließ Präsident Wolodymyr Selenskyj den stellvertretenden Leiter Oleksandr Jakuschew sowie vier weitere leitende Personen.
In einem Interview mit CNN gab der Leiter des SBU Wassyl Maljuk zu, an den Angriffen auf die Krim-Brücke vom 17. Juli 2023 sowie die Operationen gegen den russischen Tanker Sig und das Landungsschiff Olenegorski Gornjak beteiligt gewesen zu sein. Untermauert wurde dies mit Videomaterial des Angriffs auf die Brücke von Kertsch.
Am 1. Juni 2025 orchestrierte der SBU in der Operation Spinnennetz mehrere Angriffe auf die strategische Bomberflotte der russischen Luftstreitkräfte. Nach eigenen Angaben wurden über 40 Flugzeuge vom Typ Tu-95, Tu-22 und A-50 getroffen.
Einen erneuten Angriff auf die Brücke von Kertsch führte der SBU am 3. Juni 2025 durch.

### Korruption
Seit 2014 begann eine verstärkte Bekämpfung von Korruption, die jedoch nicht immer erfolgreich war. In der Öffentlichkeit stößt der SBU auch 2020 auf eher niedriges Vertrauen.
Präsident Selenskyj entließ am 1. Mai 2024 den Leiter der Spionageabwehr im Bereich Cybersicherheit. Zuvor hatten ukrainische Medien publiziert, dessen Ehefrau habe im Zentrum Kiews eine Luxuswohnung gekauft.
Korruption wird in der Ukraine auch deshalb bekämpft, weil das Land die Aufnahme in die Europäische Union anstrebt.

### Menschenrechtsverletzungen
Ein Bericht der OSZE im Jahr 2016 benennt Fälle anwachsender Folter und inhumaner Behandlung, die sich systematisierten.

### Gezielte Tötungen
Nach Beginn des russischen Überfalls auf die Ukraine begann der SBU damit, gezielt russische Armee-Angehörige sowie russische Militärwissenschaftler zu töten.
So tötete der SBU nach eigenen Angaben im November 2024 einen hochrangigen russischen Marine-Offizier auf der Halbinsel Krim mit einer Autobombe. Ebenfalls bekannte sich der SBU zur Tötung des hochrangigen Offiziers Nikita Klenkov des russischen Geheimdienstes GRU. Klenkov war 2024 vor seinem Haus in einem Dorf in der Region Moskau getötet worden, nachdem er wenige Tage vor seinem Tod aus dem Einsatz in der Ukraine zurückgekehrt war.
Der SBU zeichnet im Dezember 2024 ebenso für die Tötung von Michail Schatski verantwortlich, einem führenden russischen Raketenwissenschaftler, der an der Modernisierung der auf dem Schlachtfeld in der Ukraine eingesetzten Marschflugkörper arbeitete. Seine Leiche wurde im Kuzminsky-Waldpark in Kotelniki gefunden.
Im Dezember 2024 wurde der Chef der Chemiewaffenabteilung der russischen Armee, Generalleutnant Igor Kirillow, vor einem Wohnhaus in Moskau durch einen an einem E-Roller befestigten Sprengsatz getötet. Laut The Guardian war es das gezielteste Attentat auf einen hochrangigen Militärbeamten seit Russlands umfassender Invasion in der Ukraine.
2022 beschuldigte der russische Geheimdienst FSB zunächst das ukrainische Asow-Regiment und schließlich den ukrainischen SBU, Darya Dugina, russische Kriegspropagandistin und Tochter des ultranationalistischen russischen Ideologen Aleksandr Dugin, mit einer Autobombe getötet zu haben, obwohl direkt nach der Tat eine russische Partisanengruppe das Attentat für sich reklamiert hatte. Der SBU sowie die ukrainische Regierung verneinen jedoch eine ukrainische Beteiligung an dem Attentat auf Dugina.

## Auftrag

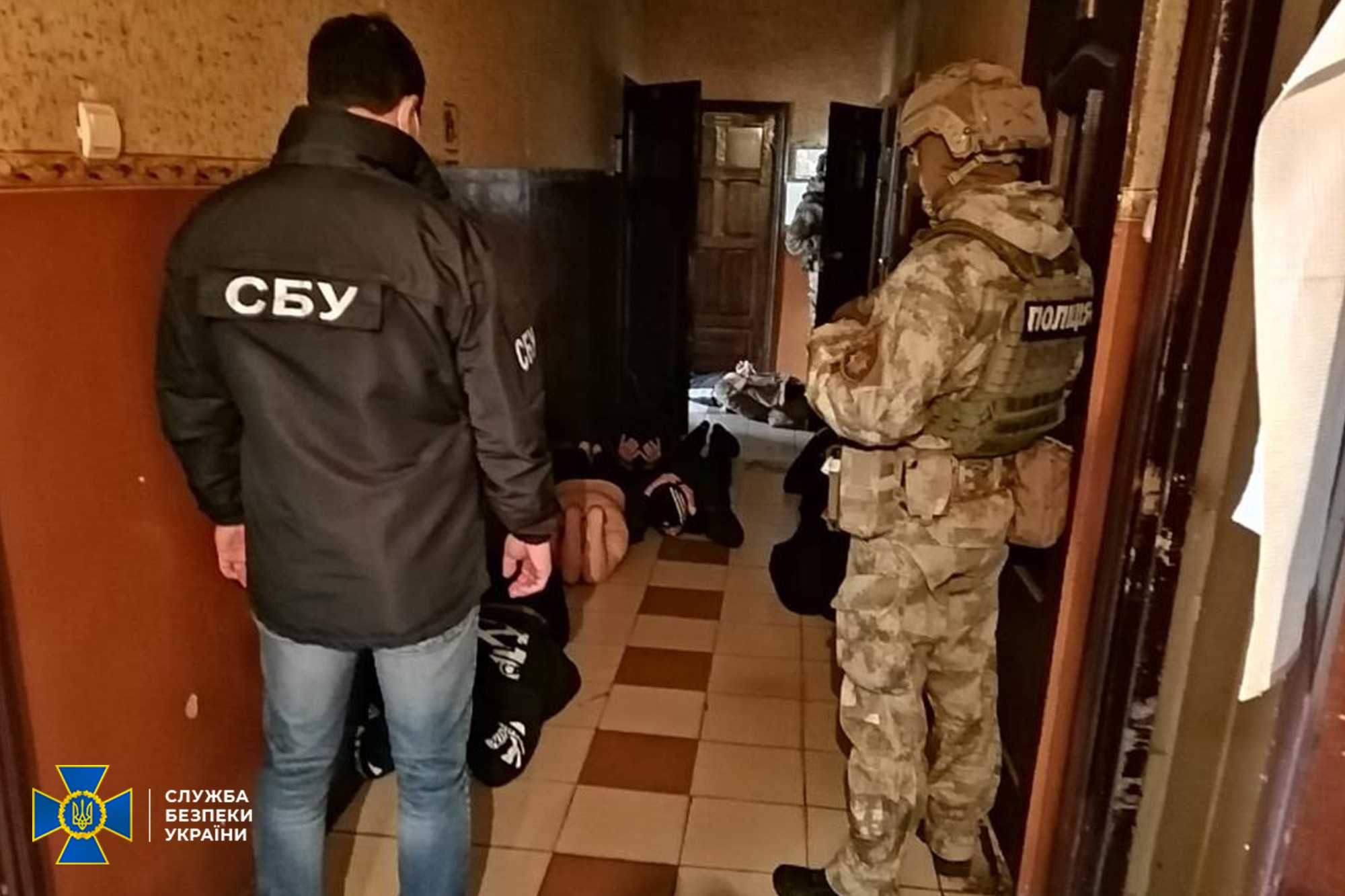
Razzia des SBU in Sumy, 2021

Die Aufgaben des SBU wurden im Frühjahr 1992 durch mehrere Gesetze festgelegt. Mit Beginn der Reformierung 2019 justierte der SBU seine Aufgabenstellung neu, die sich seitdem mehr auf Spionageabwehr, die Inlandsspionage und den aktiven Staatsschutz konzentriert.
Sein russischer Gegenpart und in Organisation und Aufgabenstellung ähnlich ist der bekanntere Federalnaja sluschba besopasnosti Rossijskoi Federazii (FSB), der Inlandsnachrichtendienst der Russischen Föderation.

### 1992
- Schutz der staatlichen Souveränität, der Verfassung, der territorialen Einheit, des wirtschaftlichen, wissenschaftlich-technischen und defensiven Potenzials der Ukraine, sowie der Schutz der Interessen des Staates und der Bürgerrechte gegenüber Interventionen fremder Geheimdienste.
- Bekämpfung und Verhinderung von Verbrechen gegen den Frieden und die Sicherheit der Menschheit, Terrorismus, Korruption und organisierter Kriminalität.
- Unterstützung der innen- und außenpolitischen Ziele der Staatsführung im Sinne der Festigung der Verteidigungsmacht und des wirtschaftlichen Potenzials der Ukraine und der Verstärkung der internationalen Kooperation.

### 2019
- Bekämpfung gegnerischer Aufklärung und Sabotage gegen die Ukraine.
- Terrorismusbekämpfung.
- Nachrichtendienstlicher Schutz vor Angriffen auf die Staatssouveränität, territoriale Integrität, Unabhängigkeit, Regierung, öffentliche Sicherheit, Politik, Wirtschaft, Verteidigung, den Informationsraum und das wissenschaftliche und technische Potential, die Cyber- und Informationssicherheit des Staates, kritische Infrastruktur und die Handlungsfähigkeit der Außenpolitik.
- Die Prävention, Erkennung und Eliminierung von Verbrechen gegen die Nationale Sicherheit, den Frieden und menschliche Sicherheit, Verbreitung von Massenvernichtungswaffen.
- Schutz von Staatsgeheimnissen.

## Struktur
Der SBU untersteht dem Staatspräsidenten der Ukraine und wird durch die Werchowna Rada kontrolliert und gliedert sich in folgende Abteilungen:
- Zentralbüro
- Regionale Büros
- Zentrum für die Sondereinheit „A“ (Spezialeinheit des SBU)
- Zentrum für Terrorismusbekämpfung
- Cyberabteilung
- Bildungseinrichtungen
- Archiv
- Ukrainisches Forschungsinstitut für Spezialausrüstung und forensische Wissenschaft des Sicherheitsdienstes der Ukraine
- Militärmedizinische Abteilung

## Spezialeinheit Alfa

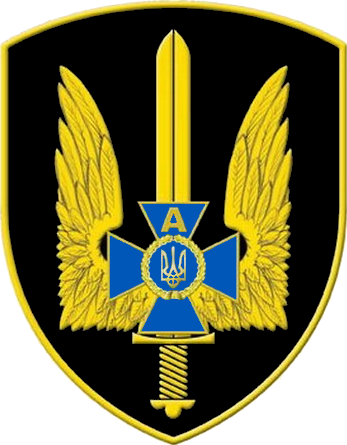
Abzeichen der SBU Alfa

Die paramilitärische Spezialeinheit Alfa wurde im Juni 1994 infolge eines Präsidentendekrets gebildet. Die Einheit wurde zur Terrorismusbekämpfung und Geiselbefreiung sowie zur Unterstützung anderer staatlicher Kräfte herangezogen. Die Einheit wird befehligt von General Yevgenii Khmara.
Die Einheit überwachte unter anderem den Transport ukrainischer Banknoten per Schiff von Kanada in die Ukraine. In der Ukraine-Krise griff Alpha unter anderem gegen den Prawyj Sektor ein und wird in der Ostukraine gegen die pro-russische Volksmiliz eingesetzt. Seit dem russischen Überfall auf die Ukraine ist die Gruppe auch in die Verteidigung integriert.

## Zusammenarbeit mit deutschen Behörden
Wie das Bundesinnenministerium am 28. Februar 2014 auf eine Anfrage des Bundestagsabgeordneten Hans Christian Ströbele mitteilte, organisierte das Bundeskriminalamt im Zeitraum zwischen 2009 und 2013 für Angehörige der SBU Workshops und Lehrgänge zu den Themen Internet-, Schleuser- und Rauschgiftkriminalität. Der Bundesnachrichtendienst habe der SBU auch einige Sprachlehrgänge finanziert.

## Leitung

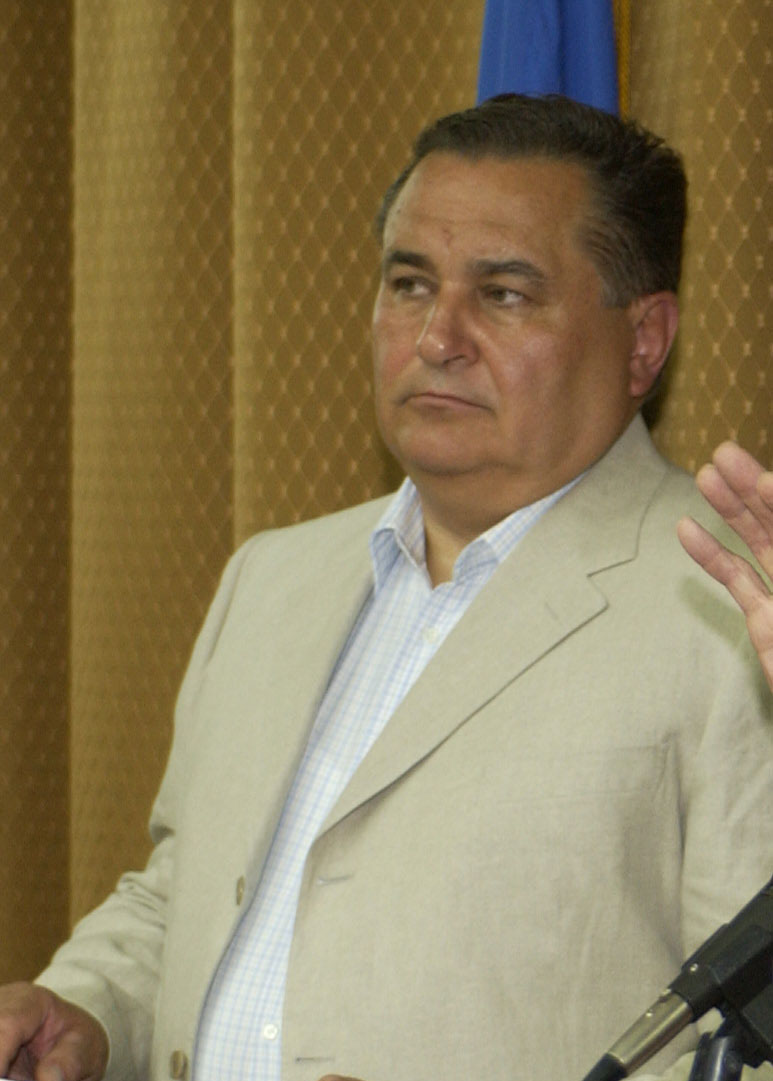
Jewhen Martschuk (1991–1994)
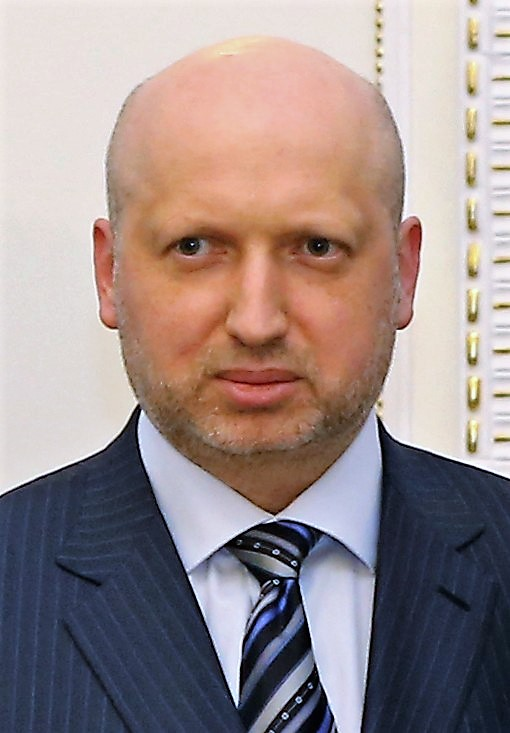
Oleksandr Turtschynow (2005)
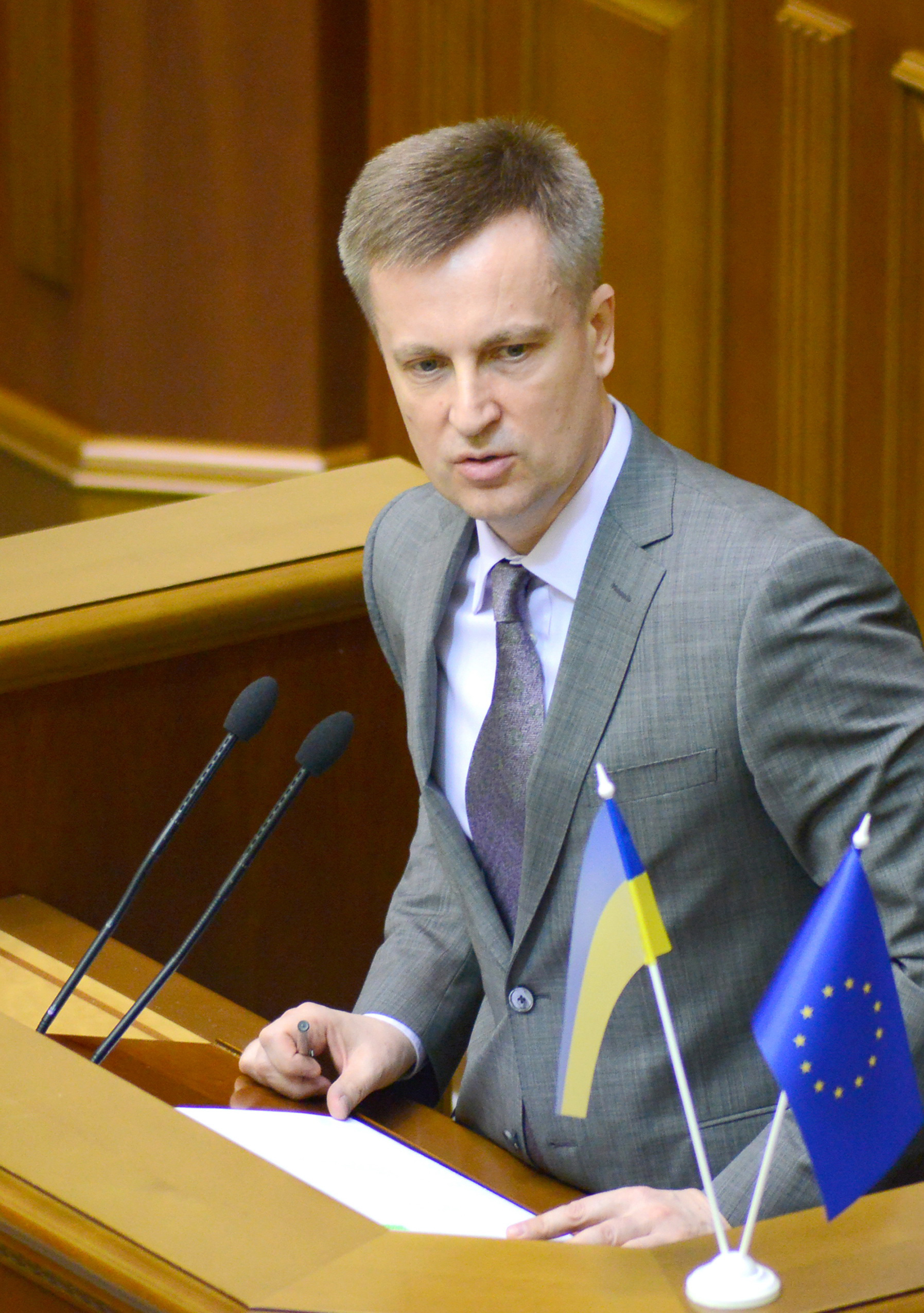
Walentyn Nalywajtschenko (2006–2009 und 2014–2015)
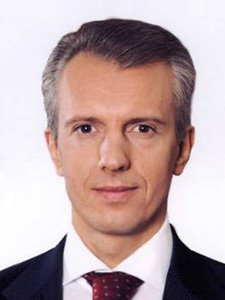
Walerij Choroschkowskyj (2010–2012)
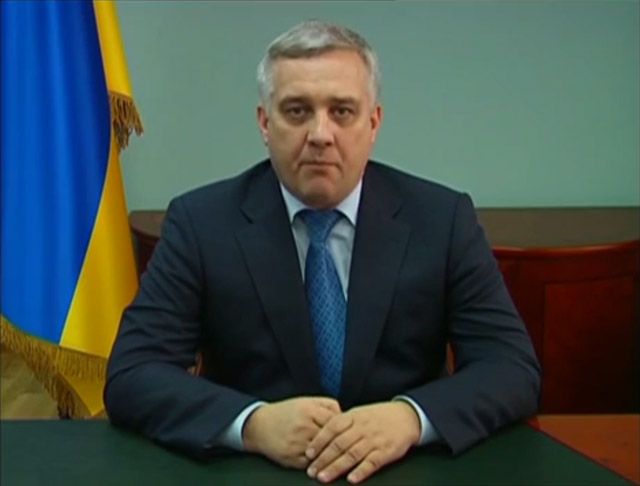
Oleksandr Jakymenko (2013–2014)
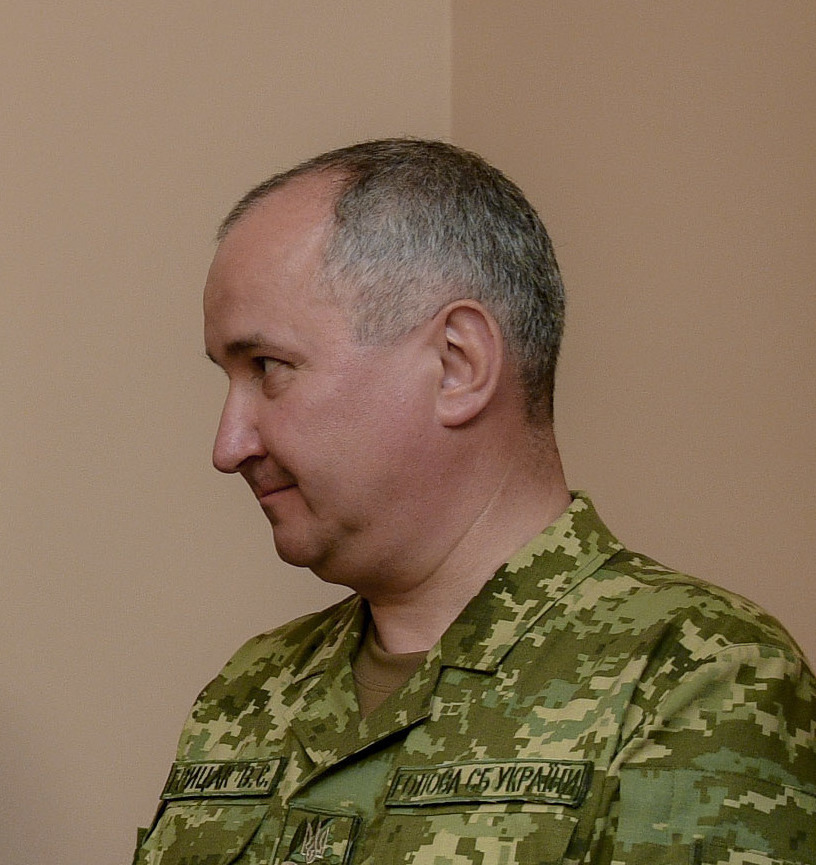
Wassyl Hryzak (2015–2019)
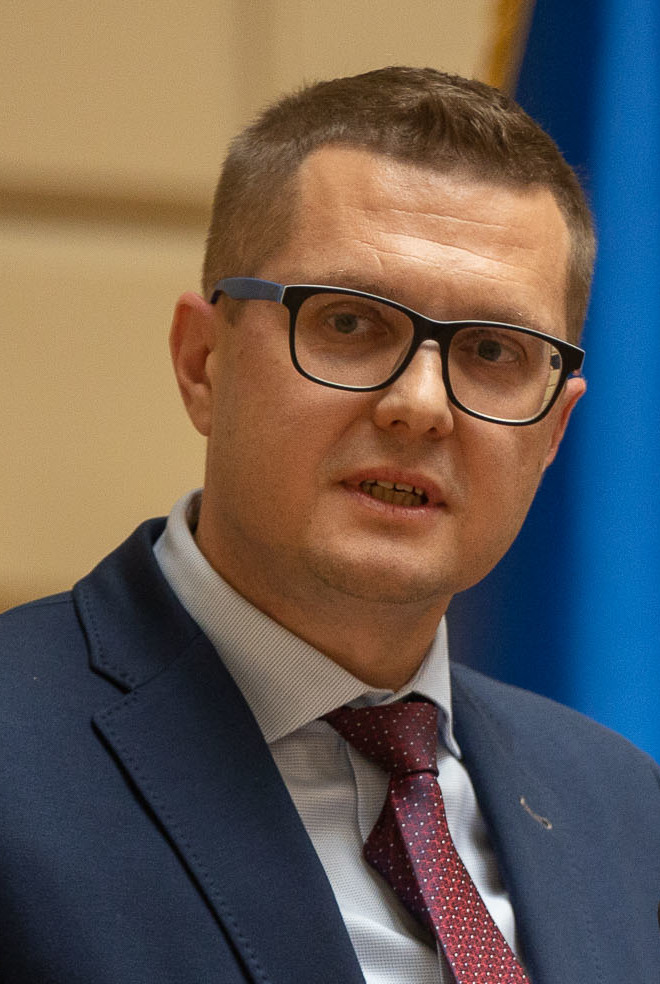
Iwan Bakanow (2019–2022)
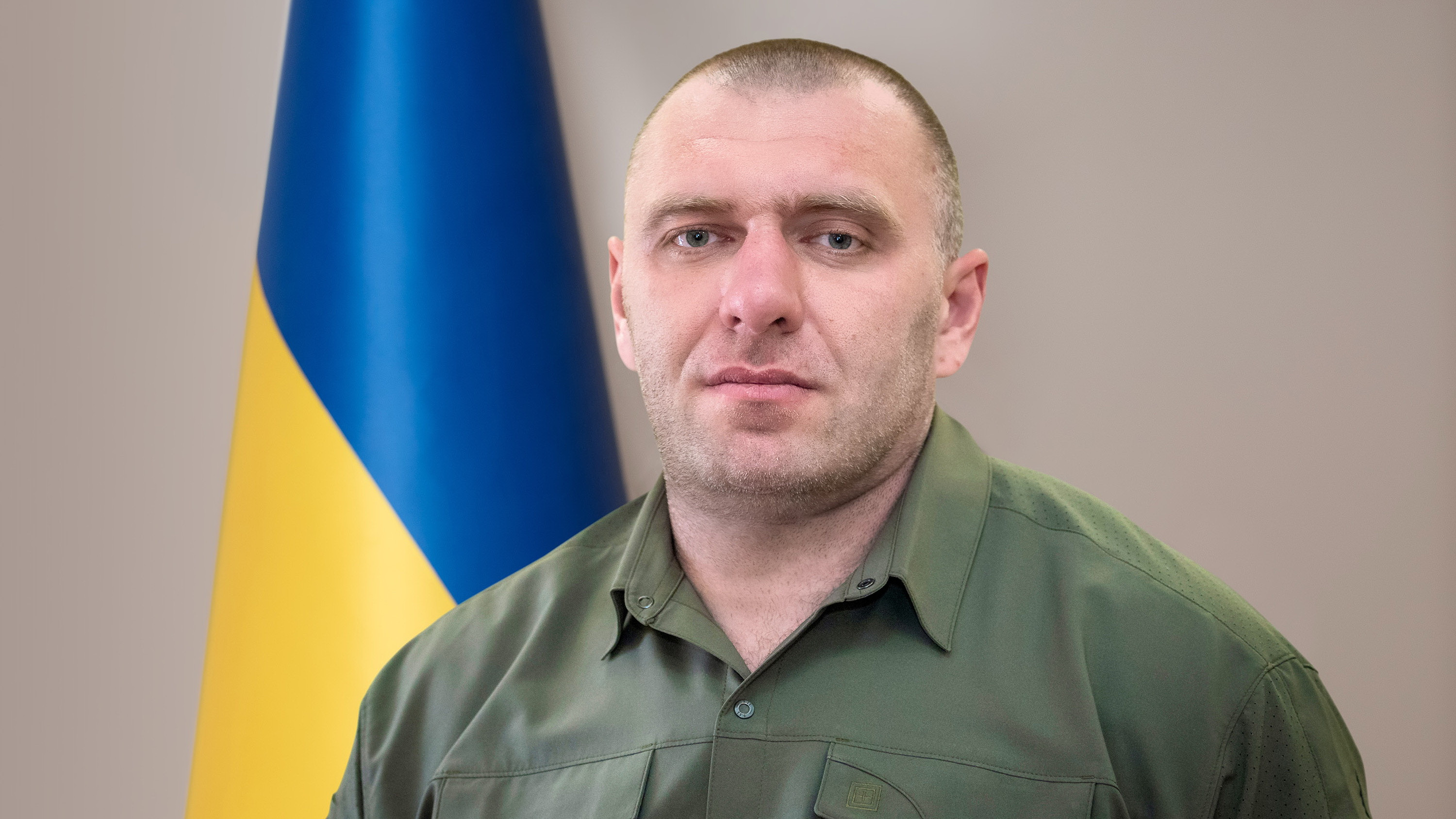
Wassyl Maljuk (seit 2022)

- November 1991 – Juli 1994: Jewhen Martschuk
- Juli 1994 – Juli 1995: Walerij Malikow
- Juli 1995 – April 1998: Wolodymyr Radtschenko
- April 1998 – Februar 2001: Leonid Derkatsch
- Februar 2001 – September 2003: Wolodymyr Radtschenko
- September 2003 – Februar 2005: Ihor Smeschko
- Februar 2005 – September 2005: Oleksandr Turtschynow
- September 2005 – Dezember 2006: Ihor Drischtschanyj
- Dezember 2006 (bis März 2009 kommissarisch) – März 2010: Walentyn Nalywajtschenko
- März 2010 – Januar 2012: Walerij Choroschkowskyj
- Februar 2012 – Januar 2013: Ihor Kalinin
- Januar 2013 – Februar 2014: Oleksandr Jakymenko (* 1964)
- Februar 2014 – Juni 2015: Walentyn Nalywajtschenko
- Juli 2015 – August 2019: Wassyl Hryzak
- August 2019 – Juli 2022: Iwan Bakanow
- seit 17. Juli 2022 (bis 6. Februar 2023 kommissarisch): Wassyl Maljuk[32]